# 東妲
《東妲》是美國饒舌歌手肯伊·威斯特的第十張錄音室專輯，於2021年8月29日由GOOD Music發行，Def Jam唱片負責配銷。威斯特2021年夏天在美國懷俄明州的大角山牧場和亞特蘭大的梅賽德斯-賓士體育場等地錄製了大部分素材。專輯迎來週日禮拜合唱團、杰斯、花花公子卡地、利尔·贝比、威肯、Vory、DaBaby、Baby Keem和瑪麗蓮·曼森等嘉賓獻聲助陣。陣容原先還包括克里斯小子，但在後續更新中被刪去。專輯大部分由威斯特、BoogzDaBeast、Dem Jointz、麥克·迪恩和奧吉沃爾塔擔綱製作。
《東妲》原定於2020年7月以《God's Country》之名發行，但後來歷經多次推遲。專輯在流派上被歸類為嘻哈、福音、前衛饒舌和流行，並含有陷阱和鑽頭元素。與威斯特過往的作品相比，歌詞走向更陰沉嚴肅，鼓的使用頻率更少。探討議題涉及他的信仰、前妻金·卡戴珊以及亡母東妲·威斯特。
正式發行後不久，威斯特指控环球音乐集团未經他同意就將《東妲》上線至音樂平台，該公司對此予以否認。〈Hurricane〉於2021年9月作為先導單曲發行，〈Believe What I Say〉和〈Off the Grid〉緊接著在11月發行。專輯得到褒貶不一的評價，樂評人對內容凝聚力兩極分化，歌迷則對早前身陷恐同和性虐待爭議的DaBaby和瑪麗蓮·曼森的出現感到不滿。在第64屆格萊美獎中，《Donda》入圍最佳專輯和最佳饒舌專輯兩獎，〈Jail〉和〈Hurricane〉分別拿下最佳饒舌歌曲獎和最佳饒舌表演獎。
《東妲》發行一天內橫掃全球152個國家和地區的Apple Music收聽數冠軍，翌日在Spotify突破2億串流傳輸次數，創下當年專輯單日播放量最高的紀錄。威斯特藉此連續第十次美國拿下《告示牌》二百強專輯榜冠軍，與阿姆的紀錄打平。同時，專輯還拿下包括澳洲、荷蘭、英國、義大利和法國在內的18國榜單冠軍。專輯周邊Donda Stem Playe於2021年10月發售，用戶可自定義混音和添加歌曲，豪華版後於同年11月14日發售。

## 排行榜
| 榜單（2021–2022年）                       | 峰值 |
| ----------------------------------------- | ---- |
| 澳大利亞（ARIA專輯榜）                    | 1    |
| 澳洲城市專輯榜（澳洲唱片業協會）          | 1    |
| 奧地利（奧地利Ö3專輯榜）                  | 1    |
| 比利時法蘭德斯（Ultratop專輯榜）          | 1    |
| 比利時瓦隆（Ultratop專輯榜）              | 1    |
| 加拿大（《告示牌》Canadian Albums Chart） | 1    |
| 捷克（ČNS IFPI專輯榜）                    | 1    |
| 丹麥（Hitlisten專輯榜）                   | 1    |
| 荷蘭（MegaCharts專輯榜）                  | 1    |
| 芬蘭（Suomen virallinen lista專輯榜）     | 1    |
| 法國（SNEP專輯榜）                        | 1    |
| 德國（Offizielle Top 100專輯榜）          | 4    |
| 德國（20強嘻哈榜）                        | 1    |
| 冰島專輯榜（Plötutíóindi）                | 1    |
| 愛爾蘭（IRMA專輯榜）                      | 1    |
| 義大利（FIMI專輯榜）                      | 1    |
| 日本熱門專輯榜（日本告示牌）              | 21   |
| 日本專輯榜（Oricon）                      | 38   |
| 立陶宛專輯榜（AGATA）                     | 1    |
| 紐西蘭（RMNZ專輯榜）                      | 1    |
| 挪威（VG-lista專輯榜）                    | 1    |
| 波蘭（ZPAV專輯榜）                        | 26   |
| 葡萄牙（AFP專輯榜）                       | 28   |
| 蘇格蘭（OCC專輯榜）                       | 95   |
| 斯洛伐克專輯榜（ČNS IFPI）                | 2    |
| 西班牙（PROMUSICAE專輯榜）                | 5    |
| 瑞典（Sverigetopplistan專輯榜）           | 1    |
| 瑞士（Schweizer Hitparade專輯榜）         | 2    |
| 英國（OCC專輯榜）                         | 1    |
| 英國基督教&福音專輯榜（官方榜單公司）     | 1    |
| 英國（OCC節奏藍調專輯榜）                 | 1    |
| 美国（《告示牌》200）                     | 1    |
| 美國（《告示牌》Christian Albums）        | 1    |
| 美國（《告示牌》Top Gospel Albums）       | 1    |
| 美國（《告示牌》Top R&B/Hip-Hop Albums）  | 1    |

| 榜單（2021年）                             | 峰值 |
| ------------------------------------------ | ---- |
| 澳大利亞專輯榜（ARIA）                     | 36   |
| 奧地利專輯榜（奧地利Ö3）                   | 63   |
| 比利時專輯榜（Ultratop法蘭德斯）           | 58   |
| 比利時專輯榜（Ultratop瓦隆）               | 176  |
| 加拿大專輯榜（《告示牌》）                 | 28   |
| 丹麥專輯榜（Hitlisten）                    | 14   |
| 荷蘭專輯榜（MegaCharts）                   | 46   |
| 法國專輯榜（SNEP）                         | 188  |
| 愛爾蘭專輯榜（OCC）                        | 46   |
| 紐西蘭專輯榜（RMNZ）                       | 28   |
| 瑞士專輯榜（Schweizer Hitparade）          | 34   |
| 英國專輯榜（OCC）                          | 94   |
| 美國《告示牌》二百大專輯榜                 | 39   |
| 美國基督教專輯榜（《告示牌》）             | 1    |
| 美國最佳福音專輯榜（《告示牌》）           | 1    |
| 美國最佳節奏藍調／嘻哈專輯榜（《告示牌》） | 19   |

## 銷量認證
| 地區                           | 认证 | 认证单位/销量 |
| ------------------------------ | ---- | ------------- |
| 加拿大（加拿大音乐协会）       | 白金 | 80,000‡       |
| 丹麦（國際唱片業協會丹麥分會） | 金   | 10,000‡       |
| 新西兰（新西兰唱片音乐协会）   | 白金 | 15,000‡       |
| 英国（英国唱片业协会）         | 银   | 60,000‡       |
| 美国（美國唱片業協會）         | 白金 | 1,000,000‡    |
| ‡僅含認證的+實際銷量           |      |               |